# Persone di nome Antony
| Questa pagina contiene informazioni ricavate automaticamente dalle voci biografiche con l'ausilio del template Bio e di un bot. L'aggiornamento è periodico e automatico e ricostruisce completamente la pagina. Se manca una persona in questa lista, sei pregato di non aggiungerla, ma accertati piuttosto che la sua voce biografica contenga il template Bio e che i dati anagrafici siano correttamente compilati. Se il template Bio manca, inseriscilo tu stesso o, in alternativa, metti l'avviso {{tmp\|Bio}} che ne segnala la mancanza. Se i dati riportati sono sbagliati, correggi direttamente la voce biografica; le modifiche saranno visibili in questa lista entro pochi giorni. Per chiarimenti vedi il progetto antroponimi. La lista contiene solo le 51 persone che sono citate nell'enciclopedia e per le quali è stato implementato correttamente il template Bio. Pagina aggiornata al 6 giu 2025. |

Questa è una lista di persone presenti nell'enciclopedia che hanno il nome Antony, suddivise per attività principale.

## Arbitri di calcio(1)
- Antony Gautier, arbitro di calcio francese (n. 1977)

## Arcivescovi cattolici(1)
- Antony Anandarayar, arcivescovo cattolico indiano (Varadarajanpet, n. 1945 - Chennai, † 2021)

## Astronomi(1)
- Antony Hewish, astronomo britannico (Fowey, n. 1924 - † 2021)

## Attori(4)
- Antony Carbone, attore statunitense (Calabria, n. 1925 - Long Beach, † 2020)
- Antony Hamilton, attore e ballerino britannico (Liverpool, n. 1952 - Los Angeles, † 1995)
- Antony Sher, attore e scrittore sudafricano (Città del Capo, n. 1949 - Stratford-upon-Avon, † 2021)
- Antony Starr, attore e doppiatore neozelandese (Wellington, n. 1975)

## Calciatori(14)
- Antony Alves Santos, calciatore brasiliano (Curitiba, n. 2001)
- Tony Cottee, ex calciatore e allenatore di calcio inglese (Londra, n. 1965)
- Antony de Ávila, ex calciatore colombiano (Santa Marta, n. 1963)
- Antony Matheus dos Santos, calciatore brasiliano (Osasco, n. 2000)
- Antony Evans, calciatore inglese (Kirkby, n. 1998)
- Antony Golec, ex calciatore australiano (Sydney, n. 1990)
- Antony Iannarilli, calciatore italiano (Alatri, n. 1990)
- Antony Kambani, calciatore e giocatore di calcio a 5 zimbabwese (n. 1963 - Harare, † 2021)
- Antony Kay, ex calciatore inglese (Barnsley, n. 1982)
- Tony Lawrence, ex calciatore inglese (Londra, n. 1946)
- Nigel Martyn, ex calciatore inglese (St Austell, n. 1966)
- Antony Moulds, calciatore britannico (Dunstable, n. 1988)
- Antony Robic, calciatore francese (Marsiglia, n. 1986)
- Antony Silva, calciatore paraguaiano (Asunción, n. 1984)

## Cantanti(1)
- Antony Costa, cantante e attore britannico (Londra, n. 1981)

## Cardinali(1)
- Antony Padiyara, cardinale indiano (Manimala, n. 1921 - Kakkanad, † 2000)

## Cestisti(1)
- Antony Labanca, cestista francese (Strasburgo, n. 1994)

## Chitarristi(1)
- Antony Genn, chitarrista britannico (Sheffield, n. 1971)

## Ciclisti su strada(1)
- Antony Wattelier, ciclista su strada e pistard francese (Parigi, n. 1880 - Fricourt, † 1914)

## Diplomatici(2)
- Antony Acland, diplomatico inglese (n. 1930 - † 2021)
- Antony Blinken, diplomatico e politico statunitense (Yonkers, n. 1962)

## Direttori d'orchestra(1)
- Antony Walker, direttore d'orchestra, direttore teatrale e direttore artistico australiano (Sydney, n. 1967)

## Dirigenti sportivi(1)
- Antony Noghès, dirigente sportivo monegasco (Principato di Monaco, n. 1890 - Principato di Monaco, † 1978)

## Filosofi(1)
- Antony Flew, filosofo britannico (Londra, n. 1923 - Reading, † 2010)

## Fisici(1)
- Antony Garrett Lisi, fisico statunitense (Los Angeles, n. 1968)

## Fotografi(1)
- Antony Armstrong-Jones, I conte di Snowdon, fotografo e regista britannico (Londra, n. 1930 - Kensington, † 2017)

## Giocatori di football americano(1)
- Antony Auclair, ex giocatore di football americano canadese (Notre-Dame-des-Pins, n. 1993)

## Imprenditori(1)
- Tony Khan, imprenditore e dirigente sportivo statunitense (Champaign, n. 1982)

## Medici(1)
- Anthony Todd Thomson, medico scozzese (Edimburgo, n. 1778 - † 1849)

## Musicisti(1)
- Anthony Lant, musicista inglese (Newcastle upon Tyne)

## Musicologi(1)
- Antony Beaumont, musicologo, scrittore e direttore d'orchestra inglese (Londra, n. 1949)

## Nuotatori(1)
- Antony Matkovich, ex nuotatore australiano (Perth, n. 1977)

## Piloti automobilistici(1)
- Tony Maggs, pilota automobilistico sudafricano (Pretoria, n. 1937 - Hermanus, † 2009)

## Politici(1)
- Antony MacDonnell, I barone MacDonnell, politico irlandese (Palmfield House, n. 1844 - Londra, † 1925)

## Produttori discografici(1)
- Hook N Sling, produttore discografico e cantautore australiano (Sydney, n. 1990)

## Registi(1)
- Antony Cordier, regista, sceneggiatore e montatore francese (Tours, n. 1973)

## Scenografi(1)
- Antony McDonald, scenografo e regista britannico (Weston-super-Mare, n. 1950)

## Sciatori alpini(1)
- Antony Guss, ex sciatore alpino australiano (Melbourne, n. 1959)

## Scultori(1)
- Antony Gormley, scultore britannico (Londra, n. 1950)

## Slittinisti(1)
- Tony Benshoof, ex slittinista statunitense (Saint Paul, n. 1975)

## Storici(2)
- Antony Beevor, storico britannico (Kensington, n. 1946)
- Antony Polonsky, storico sudafricano (Johannesburg, n. 1940)

## Tennisti(2)
- Antony Dupuis, ex tennista francese (Bayonne, n. 1973)
- Antony Emerson, tennista australiano (Brisbane, n. 1963 - Newport Beach, † 2016)